# Orvos-beteg kapcsolat

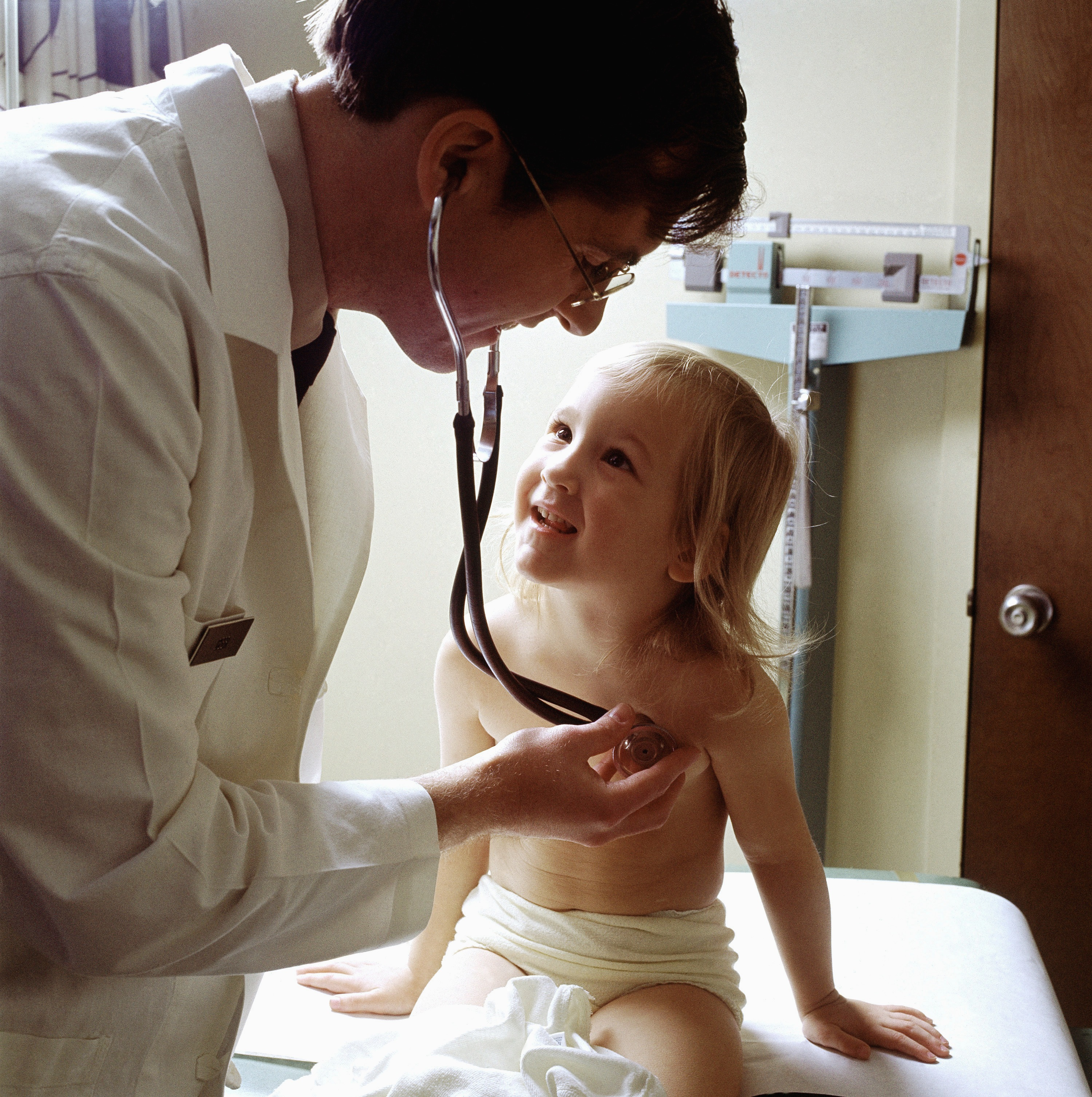
Orvos sztetoszkóppal vizsgálja ifjú páciensét

Az orvos-beteg kapcsolat az orvosi hivatás és az orvostudomány egyik központi eleme, a jó orvos-beteg kapcsolat elengedhetetlen feltétele a magas színvonalú betegellátásnak, a betegség kezelésének és a beteg gyógyulásának. Az orvos-beteg kapcsolat az orvosi etika egyik fontos kérdése, ezért az orvosi egyetemek rendszeresen foglalkoznak ezzel a témával. Az orvos-beteg kapcsolat alapvető elemei az orvos részéről a megfelelő szakmai hozzáállás, a beteg méltóságának és jogainak tiszteletben tartása, míg a beteg részéről a megfelelő bizalom és együttműködő-készség a mielőbbi gyógyulás érdekében.

## Jelentősége

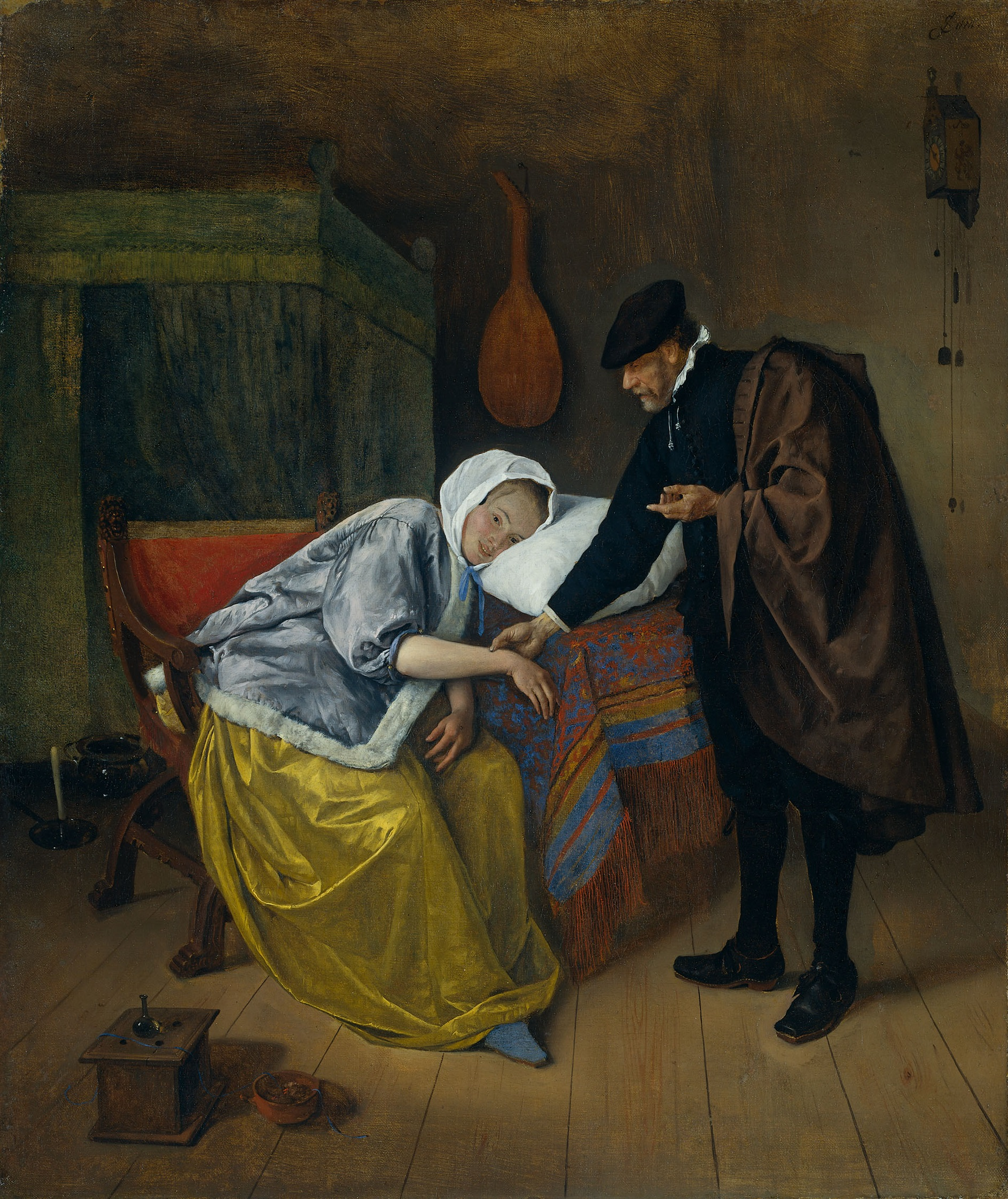
Dr. Steen és páciense – orvos-beteg kapcsolat a 17. században

A jó orvos-beteg kapcsolatnak nagy jelentősége van betegség kezelése és a mielőbbi gyógyulás szempontjából. A betegnek meg kell bíznia orvosa szaktudásában és bizalommal meg kell osztania vele minden olyan információt, amely hozzájárul a diagnózis felállításához és a betegség gyógyításához. Az orvosnak jó kapcsolatot kell kialakítani a beteggel, magas szintű készségeket és szaktudást kell demonstrálni, éreztetni, hogy minden beteg egyenlő és fontos számára, illetve a gyógyítás során objektívnek és érzelmileg semlegesnek kell maradnia. Az orvos-beteg kapcsolatnak a gyógyítás egyes területein, mint pl. a háziorvos vagy pszichológia, kitüntetett szerepe van, míg más területeken, mint pl. radiológia, pathológia, kevésbé fontos.
Az orvos-beteg kapcsolat minősége mindkét fél számára fontos: minél jobb a kölcsönös bizalom, megbecsülés, a közös értékek és a betegség-egészségfelfogás terén, annál nagyobb lesz a két fél által átadott információk mennyisége és minősége, ami közvetlenül befolyásolhatja a diagnózis felállítását, a betegség kezelését és a beteg ismereteit saját állapotáról. A rossz kapcsolat kihathat a diagnózis pontosságára, a helyes kezelés megválasztására, illetve előfordulhat, hogy a beteg nem tartja be az orvos előírásait, második orvossal konzultál vagy másik kezelőorvost választ.

## Típusai
Az orvos-beteg kapcsolatot erősen befolyásolja az orvosi szakma társadalmi megítélése, az adott orvos szakmai és emberi hírneve, a beteg társadalmi helyzete és iskolázottsága, neme és etnikai hovatartozása. A hagyományos orvos-beteg kapcsolatban a beteg passzív, a kezelés ellenkezés nélkül elfogadó szerepet játszott, teljesen alárendelve orvosának, aki monopolhelyzetben volt a speciális, hosszan tartó képzés, nagyfokú autonómiája és az orvosi hivatás presztízse révén.
Napjainkban az orvos-beteg kapcsolat jelentősen átalakult és legalább négyféle modellel leírható:
- fogyasztói modell: a beteg a vevő és ennek megfelelően viselkedik, megválaszthatja kezelőorvosát, a kezelés módját, helyét, stb.
- konszenzusos modell: az orvos és beteg felismerik, hogy érdekeik azonosak (mielőbbi gyógyulás) és ennek megfelelően próbálnak egyetértésre jutni. Az orvos ekkor is játszhat vezető szerepet a kapcsolatban, vagy irányítja azt az általa megfelelőnek tartott irányba, vagy pedig a beteggel egyenértékű szerepet játszva vesz részt a gyógyítás folyamatában.
- egyezkedési modell: az orvos és a beteg egyenrangúan, együtt irányítják a gyógyítás döntési folyamatait. Az orvos igyekszik minél többet megtudni a betegről, véleményéről, értékeiről és elvárásairól és ennek megfelelően bevonja a döntéshozatalba.
- konfliktusos modell: az orvos és a beteg értékei, szemlélete, érdekei nem azonosak és nem sikerül konszenzust kialakítani.[1]

## Problémák

### Az orvos fennhatósága
Hagyományosan a gyógyítóknak magas presztízsük volt minden társadalomban. A betegeket meggyógyító, nagyfokú autonómiát élvező, monopolhelyzetben lévő, speciális és hosszan tartó képzést elvégző és jelentős szakmai gyakorlattal rendelkező orvosok tekintélye gyakran gátolhatja a megfelelő orvos-beteg kapcsolat kialakulását, és alá-fölérendeltségi viszonyt hoz létre.
Ehhez hozzájár az a speciális helyzet is, hogy a beteg (páciens, a latin patior = szenved igéből) különleges helyzetben van, rászorul az orvos segítségére, ismereteire, hiszen saját maga nem képes megoldani a helyzetet. A függőség érzése is akadályozhatja a jó kapcsolat kialakulását.

### A gyógyítás és a beteg érdekeinek ütközése
Az orvos-beteg kapcsolat egyik fontos dilemmája a megfelelő kezelés megválasztása. Az orvosnak minden esetben a mielőbbi gyógyulás érdekében kell cselekedni, de bizonyos esetekben a kiválasztott kezelés nem megfelelő a betegnek vagy nem egyezik bele (pl. szigorú diéta).

### Hivatalos vagy közvetlen viselkedés
Az orvos-beteg kapcsolat egyik fontos eleme az orvos és a beteg társadalmi érintkezése, a hivatalos vagy éppen közvetlen érintkezési formák megválasztása. Bizonyos esetekben a betegek nem bánják, ha az orvos keresztnevükön szólítja őket, illetve ezt a jobb kapcsolat jelének fogták fel (kivéve a 65 év feletti pácienseket). Egy tanulmány szerint, a legtöbb páciens szerette (223) vagy nem bánta (175), ha keresztnevükön szólították. Csupán 77-en nem szerették, és közülük is a legtöbb 65 év feletti volt. Másik oldalról viszont a betegek kényelmetlenül érezhetik magukat, ha az orvosukat keresztnevükön kell szólítani.

## Az orvos-beteg kapcsolat fejlődése
Az orvos és a beteg közötti kapcsolatot hagyományosan a patriarchális viszony jellemezte. A gyógyítók minden társadalomban kiemelt szerepet játszottak. Az orvos és a beteg közti kapcsolatban harmadik személy nem kapott szerepet (kivéve a sámánok, misztikus gyógyítók esetét). A 19. századtól az orvostudomány korábbi, misztikus jellege megszűnt, de alapvető változásokat csak a 20. század második felében bekövetkezett és napjainkban is érvényesülő hatások hoztak:
- az orvostudomány fejlődésével az orvosoknak egyre nagyobb tudásra volt szükségük, óhatatlanul specializálódni kezdtek és egyre inkább csak a saját szakterületük szűrőjén keresztül vizsgálták a beteget. Ez az orvos-beteg közötti kapcsolat romlásával, elszemélytelenedésével járt.
- a technikai fejlődés egyre több diagnosztikai és terápiás eszközt adott az orvosok kezébe, a számtalan készülék és modern gyógyászati eljárás eltávolította az orvost a betegtől, mivel a diagnózis felállításához inkább használta a készülékek eredményeit, mint a betegtől kapott információkat. Kivételt csak a háziorvosok vagy az általános orvosok jelentenek, mint pl. az Ausztráliában tevékenykedő repülő orvosok (flying doctor service).
- az orvosi ellátás állami támogatásával vagy az ingyenes egészségügyi ellátás bevezetésével az orvosok monopolhelyzetbe kerültek, hiszen ők felügyelték az egészségügyi ellátáshoz és a receptköteles gyógyszerekhez való hozzáférést. Ez tovább fokozta a betegek függését az orvosoktól.
- a korszerű egészségügyi ellátás, a gyógyszerek és gyógyászati eljárások olyan sokba kerülnek, hogy sokszor az állam nem tudja finanszírozni, ekkor az orvos-beteg viszonyba belép egy harmadik személy is, a magánpénztár vagy egészségügyi biztosító, amely a költségek csökkentése érdekében bizonyos döntési jogokat kivehet az orvos és a beteg kezéből.
- a gyógyítás folyamatában egyre több szereplő jelent meg: háziorvos, mentők, kórházi szakorvos, technikai személyzet, ápolószemélyzet. Minden egyes szereplőnek ki kellett alakítania saját kapcsolatát a beteggel.
- a betegek számának növekedésével fellép az orvosok túlterheltsége, amikor időhiány miatt nem tudnak megfelelő időt, figyelmet fordítani egy betegre. A szakorvosokhoz egyre nehezebb bejutni, gyakran hónapokat vagy éveket kell várni egy tervezhető műtétre vagy pedig jelentős anyagi ráfordítással az állami egészségügy keretein kívül lehet csak a gyógyításhoz hozzájutni.
- az internetelérés és az ott fellelhető információk elterjedésével a betegek egyre több információhoz jutnak saját állapotukról, az esetleges gyógymódokról, azok előnyeiről-hátrányairól, és egyre gyakoribb, hogy ezt megvitatják kezelőorvosukkal, nemritkán megkérdőjelezve annak döntéseit is. Előfordulhat, hogy az orvosok rossz néven veszik szakmai kompetenciájuk megkérdőjelezését, jogosan megbízhatatlannak tartva az interneten fellelhető információkat és ez a konfliktusos orvos-beteg kapcsolat kialakulásához vezet.
- az 1970-es évektől az alternatív gyógymódok, a keleti filozófiák elterjedésével egyre elfogadottabbá vált a betegek bevonása a gyógyítás folyamatába, különösen egyes idült betegségek esetében, ahol a beteget és hozzátartozóit aktívan bevonják a kezelés folyamatába.[4] Ezzel együtt a betegnek is egyre nagyobb felelősséget kell vállalnia saját egészsége érdekében, tisztában kell lennie saját állapotával és bizonyos módszerekkel (pl. cukorbetegek esetében azzal, hogyan kell megmérnie vércukorszintjét, mikor és mennyi inzulint kell beadni, mikor és mennyi cukrot fogyaszthat, stb.).
- egyre gyakoribb a pszichológus bevonása a döntési folyamatba, elsősorban a súlyos betegség megállapítását követő trauma csökkentésében és később a beteg megfelelő, pozitív hozzáállásának kialakítása érdekében.

## Lásd még
- Orvostudomány
- Orvosi etika

## Fordítás
- Ez a szócikk részben vagy egészben  a   Doctor-patient relationship című angol Wikipédia-szócikk fordításán alapul.  Az eredeti cikk szerkesztőit annak laptörténete sorolja fel. Ez a jelzés csupán a megfogalmazás eredetét és a szerzői jogokat jelzi, nem szolgál a cikkben szereplő információk forrásmegjelöléseként.